# Start kodon

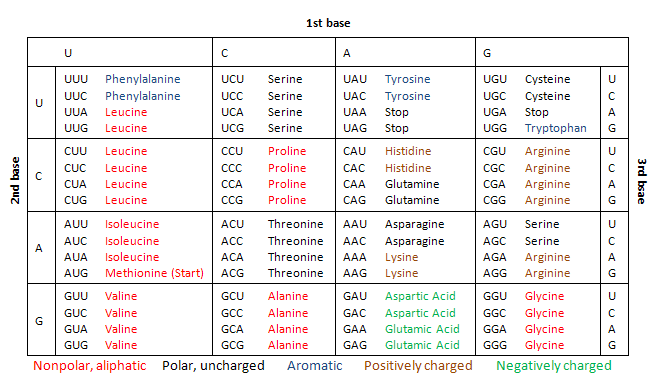
Genetický kód - typickým start kodonem je AUG, kodon kódující methionin

Start kodon (též iniciační kodon) je trojice nukleotidů (kodon), jež ribozom rozeznává jako počátek genu a začíná zde syntézu proteinu. Obvykle se jedná o kodon AUG, jenž odpovídá aminokyselině methioninu (resp. N-formylmethioninu u bakterií). Methionin, resp. jeho formylovaná forma u bakterií, tedy představují první aminokyselinu bílkovin, ač je obvykle z finálního produktu vystřižena. Mimo AUG se mohou vyskytovat i další start kodony, které jsou méně známé: např. u bakterie E. coli se v 14 % případů využívá start kodon GUG, v 3 % UUG, velmi vzácně snad i AUU a CUG.
Start kodon je rozeznáván malou ribozomální podjednotkou, která skenuje řetězec mRNA a pokouší se asociovat se start-kodonovou sekvencí. Pomáhají jí v tom iniciační faktory a helikázové enzymy, jež rozrušují sekundární strukturu mRNA. V 90 % případů je rozeznán hned první AUG kodon, v menšině případů je rozeznáván až některý další kodon tohoto typu. U bakterií obvykle správnému nalezení start kodonu pomáhá tzv. Shine-Dalgarnova sekvence (5'-AGGAGGU-3'), která předchází onen správný AUG kodon. U eukaryot větší roli hraje zřejmě blízkost k 5' čepičce, i když vliv mají i sekvence v bezprostředním okolí start kodonu (sekvence Kozakové).